# Rudoltovice
Rudoltovice (německy Rudelzau) je zaniklá horská zemědělská a hornická obec nad řekou Odrou u Novomlýnského vrchu v Oderských vrších ve vojenském újezdu Libavá v okrese Olomouc v Olomouckém kraji. Místo je, mimo vyhrazené dny nebo povolení, veřejnosti běžně nepřístupné.

## Historie
Dle ústní tradice byly Rudoltovice založeny jako hornická obec v 1. polovině 14. století. .
Písemně je obec zmíněna v roce 1394 v listině markraběte Prokopa Lucemburského, jíž se uděluje Potštátu městské právo a 12 vesnicím na jeho panství nařizuje přednostní obchodování s Potštátem.

Obec s kostelem a farou se dále zmiňuje v r. 1408 v kupní listině potštátského panství. V roce 1758 oheň zničil dřevěný kostel a 2/3 obce (údajně vypáleno pruským vojskem). Nový barokní kostel svatého Mikuláše byl dokončen v roce 1760 a počátkem 20. století restaurován a měl také vytápění. Hřbitov byl v roce 1852 přemístěn blíže k dnes již neexistující vesnici Barnov. Škola byla v Rudoltovicích od roku 1779. Horní část katastru obce se nazývala Staré Rudoltovice. Obyvatelé se živili zemědělstvím a hornictvím, kde horníci z Rudoltovic a Barnova těžili olověnou rudu na masivu Olověnský vrch a jeho okolí. V obci byla i policejní stanice, několik rybníků a dokonce i kino.
K obci patřily také tři kapličky z nichž se jedna (tzv. Hřbitovní kaplička) zachovala a je restaurovaná (nachází se na hranici katastru Rudoltovic a zaniklých Vojnovic). Tato kaplička je údajně postavená na místě, kde statkář z nedaleké usedlosti po hádce zabil a zakopal svoji manželku.
V roce 1946 došlo k odsunu německého obyvatelstva. Rudoltovice zanikly kolem roku 1959. Na dolním katastru obce, u cesty k ruinám mlýna „Nový Mlýn“ se nachází kamenný památník postavený zdejšími německými rodáky.
K vesnici také patřilo několik osad, např. Schmelzgraben nad údolím Malý hub, a velký počet samot, často vzdálených několik kilometrů od samotné obce.

## Počet obyvatel a domů
| Rok            | 1835 | 1885 | 1921                                       | 1944 | současnost |
| Počet obyvatel | 947  | 1203 | 998 (z toho pět československé národnosti) | 1067 | 0          |
| Počet domů     | 140  | 167  | 227                                        | ?    | 0          |

Zdroj pro roky 1835-1921:

## Další informace
Zajímavostí je také Rudoltovický vodopád, který vznikl postavením a zanesením kamenné hráze na potoce.
Poblíž se nacházejí ruiny Nového Mlýna a Vojnovic.
I když je vstup do vojenského újezdu obvykle jedenkrát ročně umožněn v rámci cyklo-turistické akce Bílý kámen, Rudoltovice neleží na žádné z aktuálně povolených tras a jsou tedy veřejnosti bez povolení celoročně nepřístupné.

## Galerie

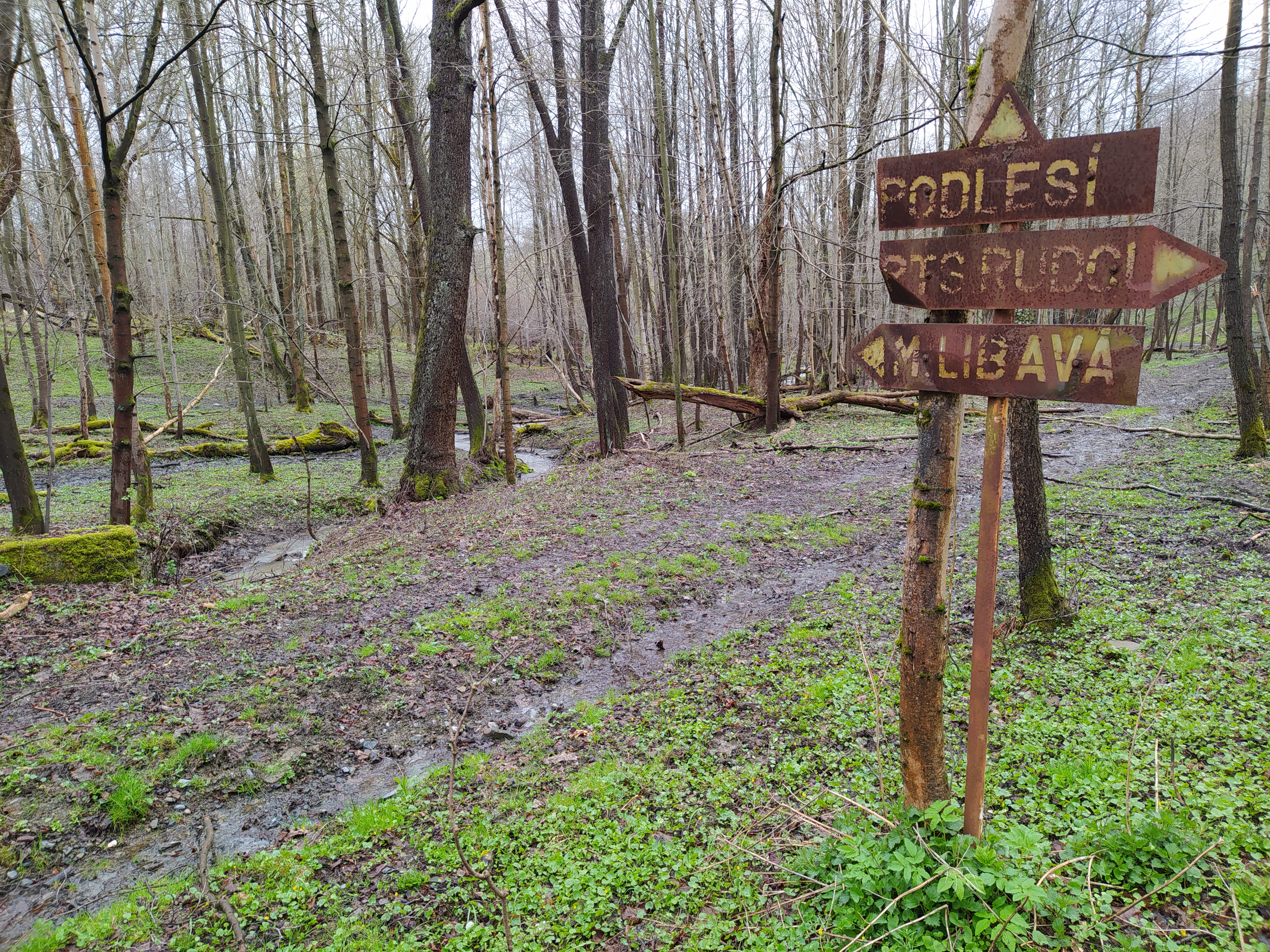
Silniční ukazatele na dolním konci Rudoltovic
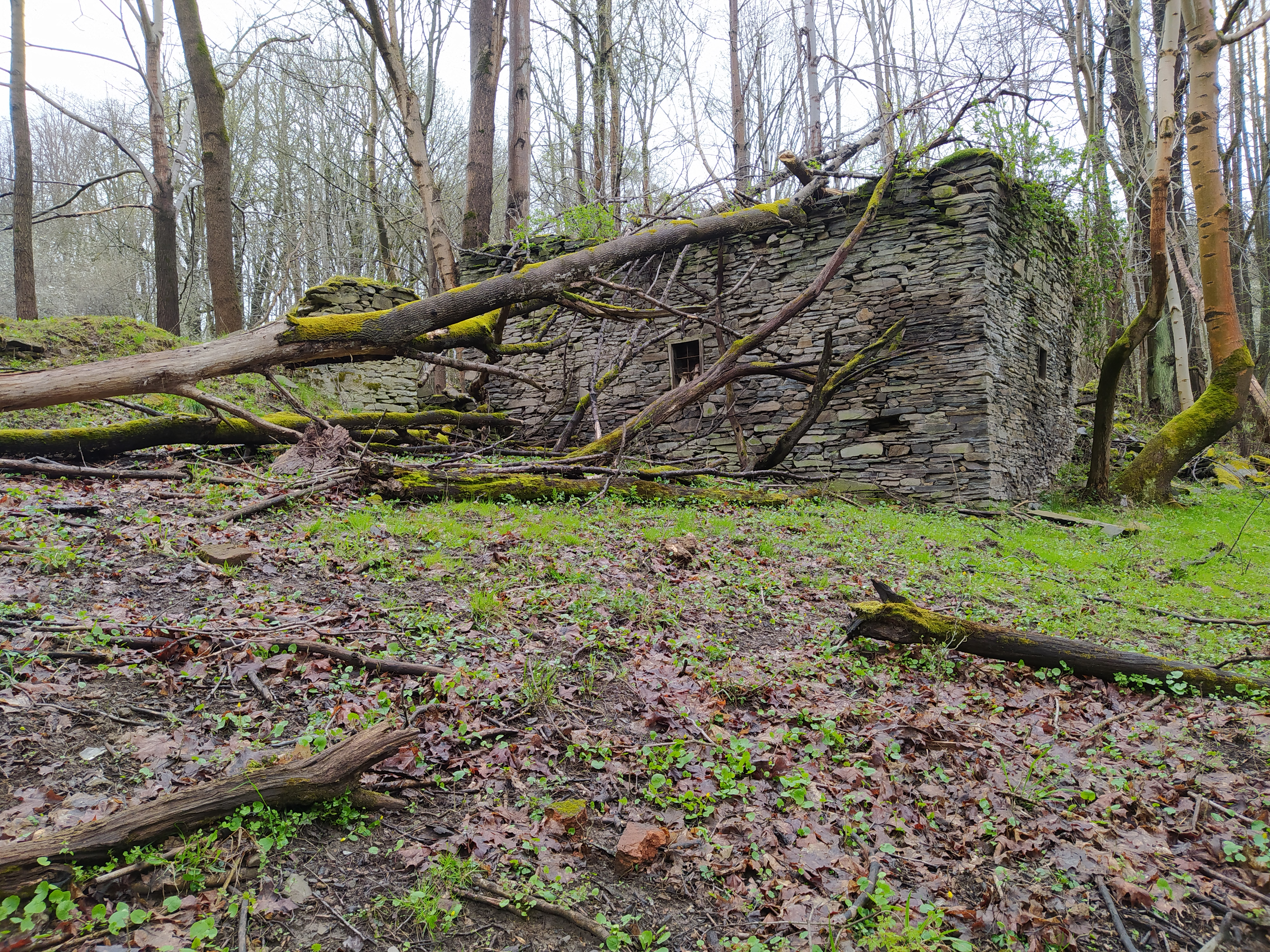
Rudoltovice (dolní část)
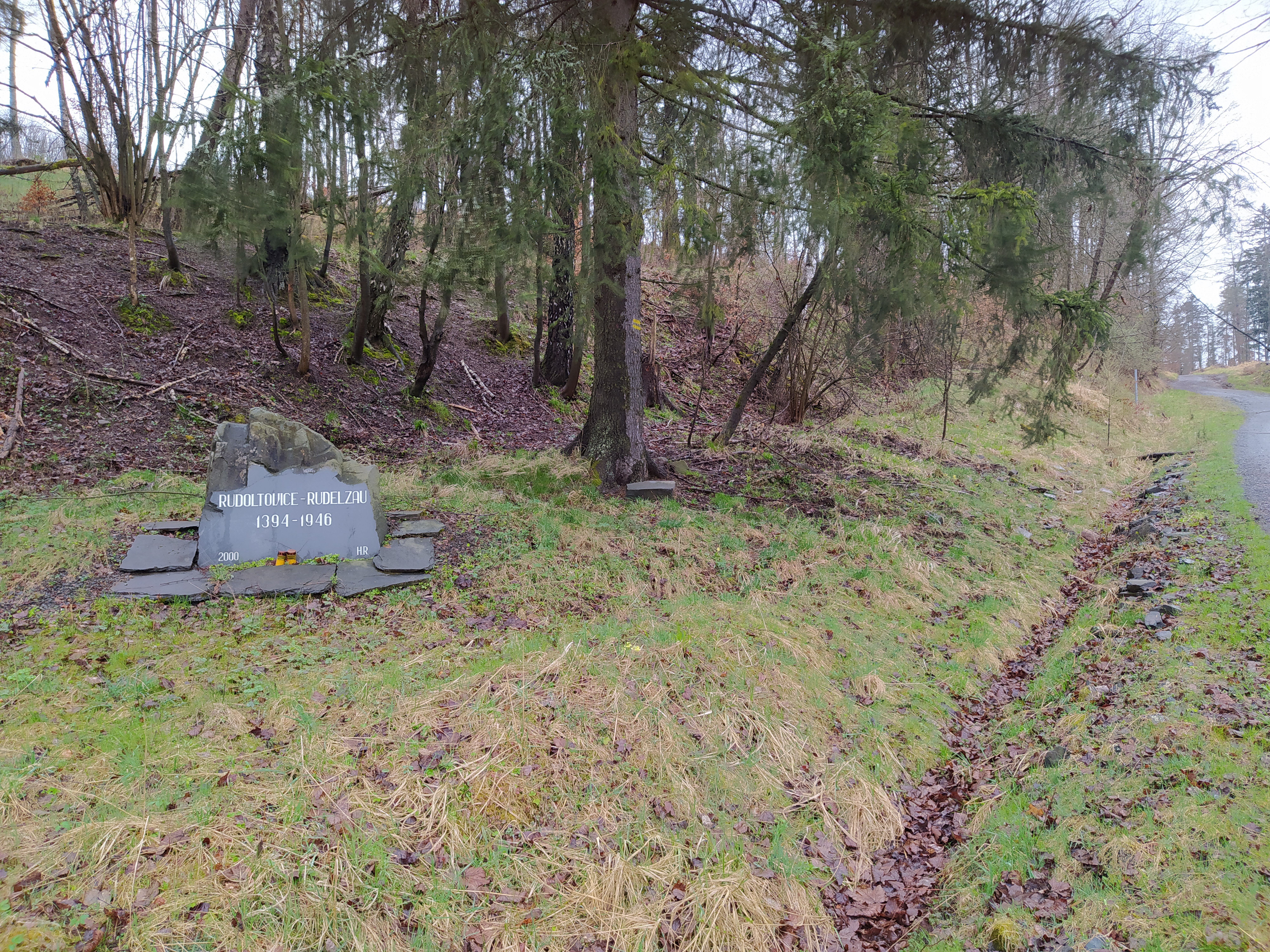
Kamenný památník postavený zdejšími německými rodáky
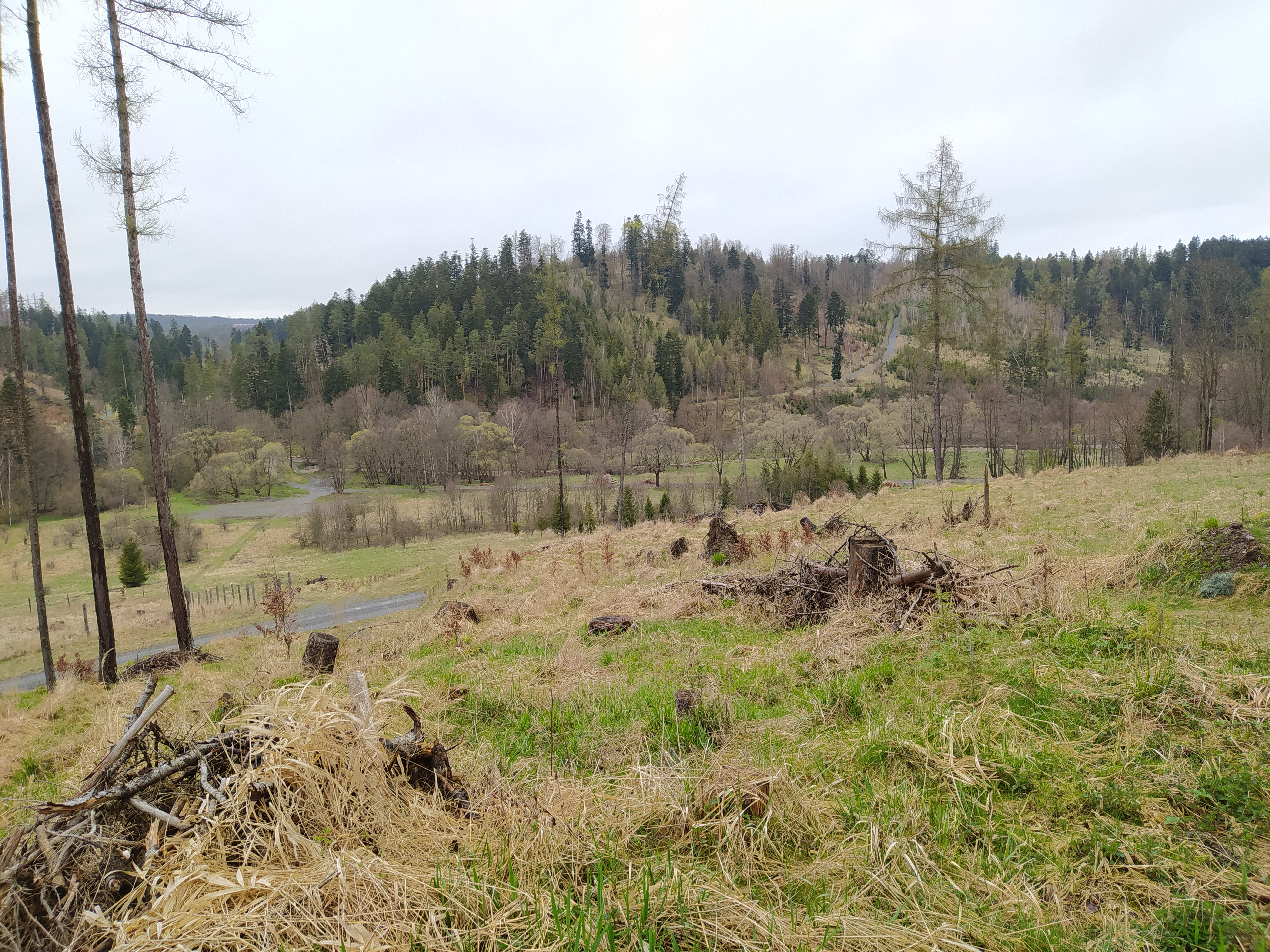
Cesta z Rudoltovic k Novému Mlýnu
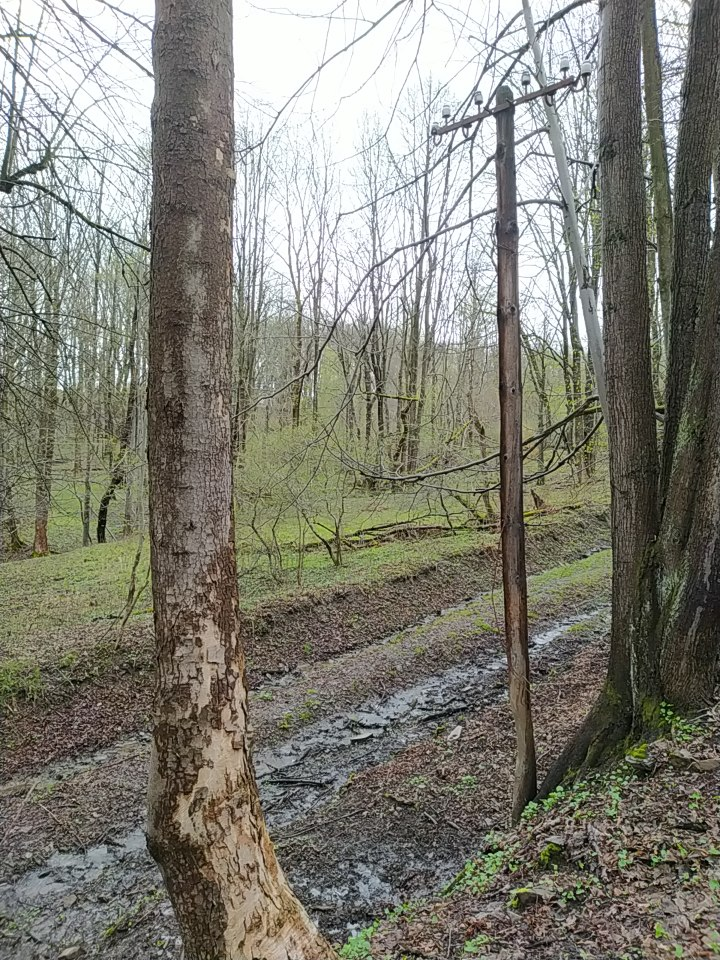
Osamělý sloup elektrického vedení v Rudoltovicích
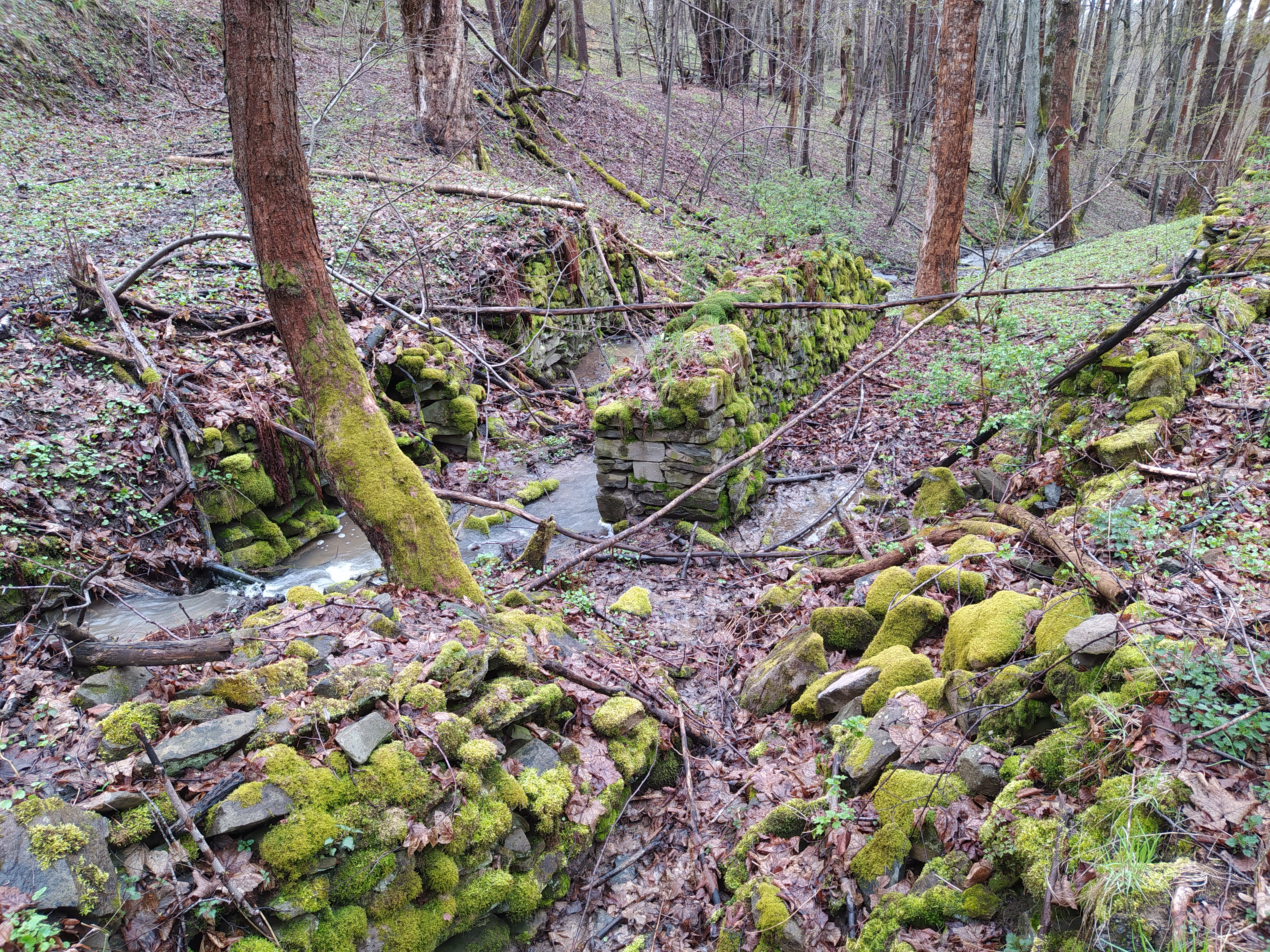
Vodní dílo na potoce v Rudoltovicích
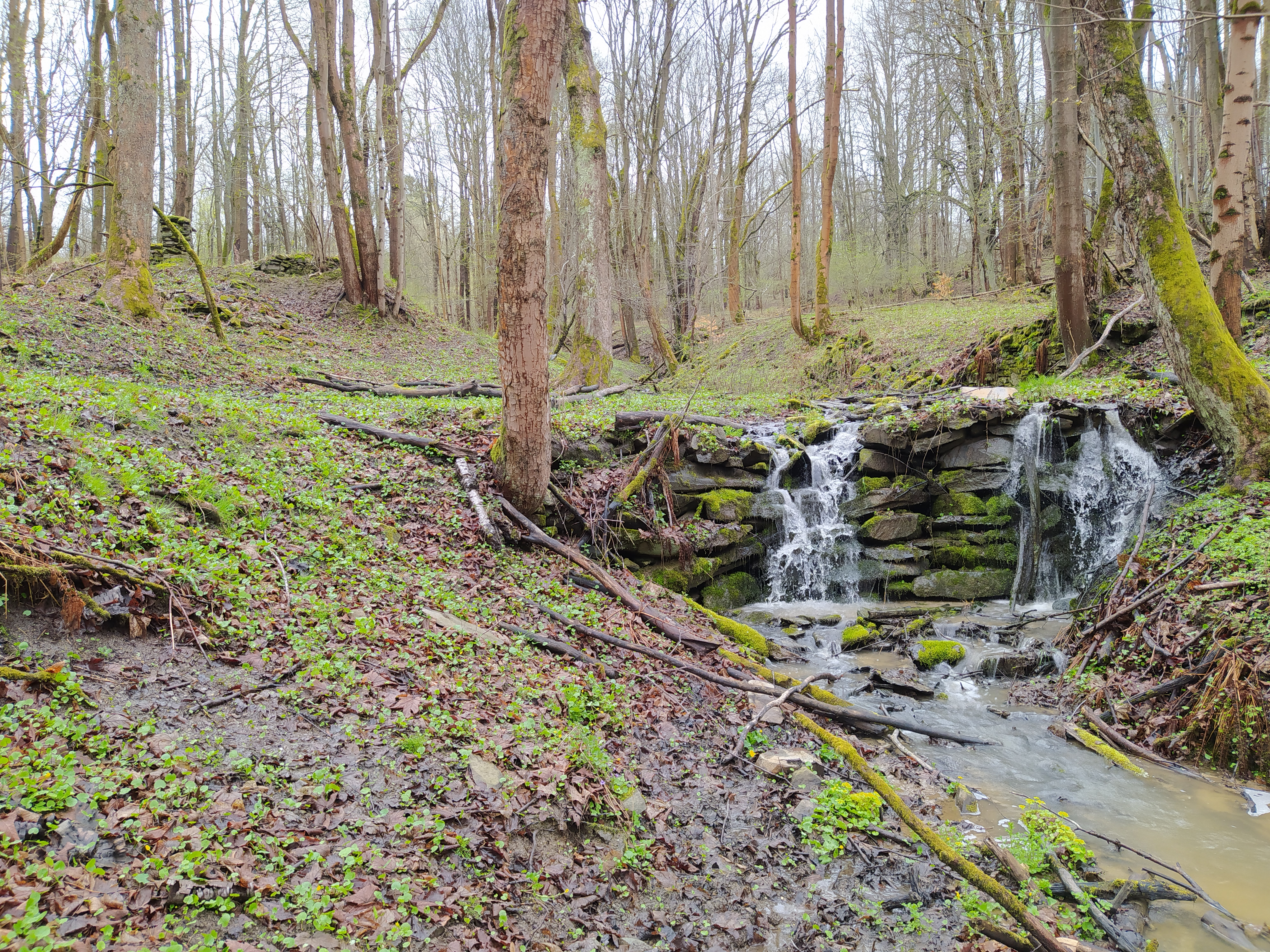
Rudoltovický vodopád
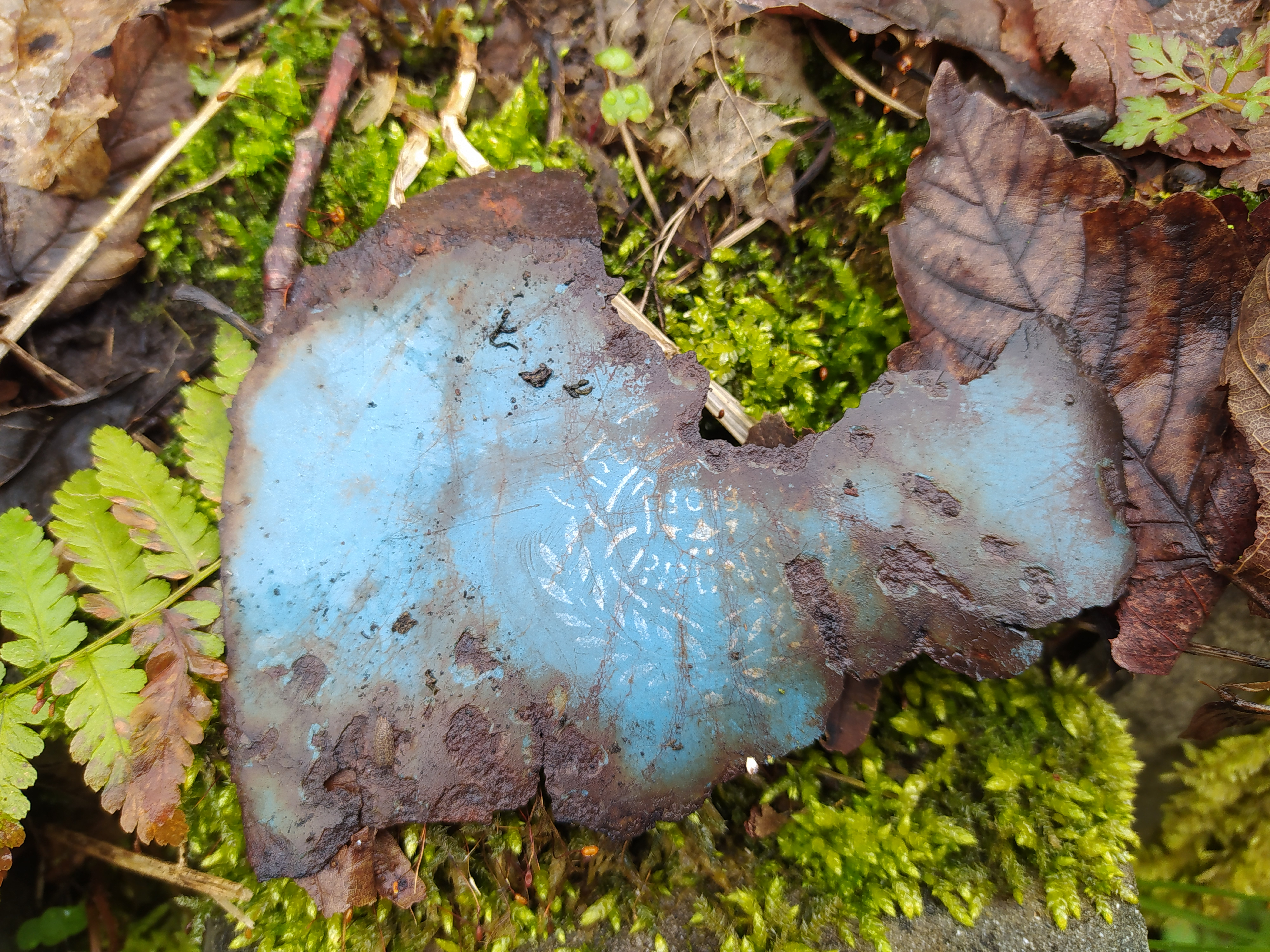
Rudoltovice („Archeologie“ – kousek starého smaltovaného zbytku nádoby s německým nápisem „Brünn“)
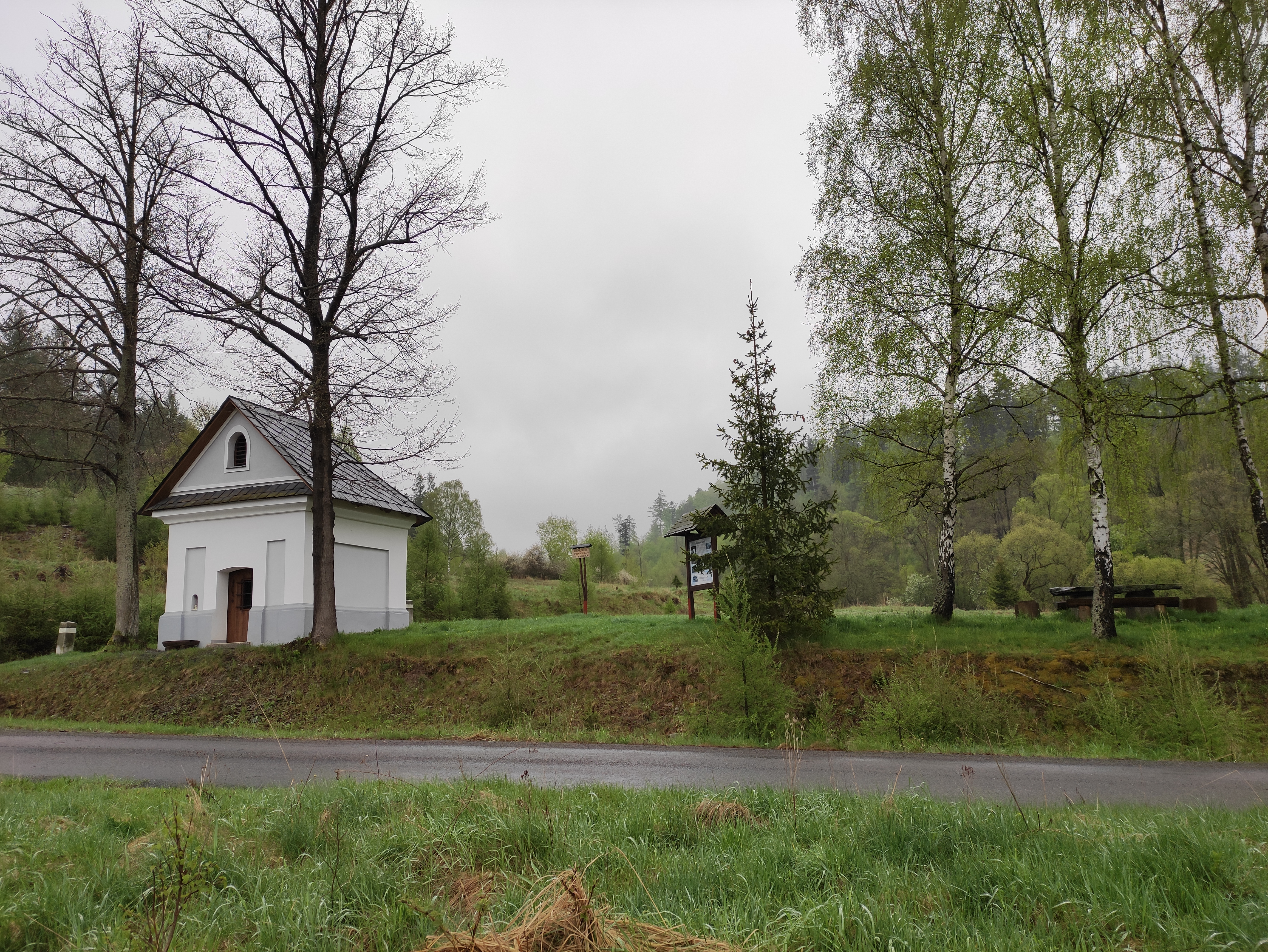
Hřbitovní kaplička